# Poiseul-la-Ville-et-Laperrière
Poiseul-la-Ville-et-Laperrière település Franciaországban, Côte-d’Or megyében. Lakosainak száma 155 fő (2022. január 1.). Poiseul-la-Ville-et-Laperrière Baigneux-les-Juifs, Billy-lès-Chanceaux, Frôlois, Oigny, Orret és La Villeneuve-les-Convers községekkel határos.

## Népesség
A település népességének változása:
| Lakosok száma | 254  | 202  | 183  | 168  | 162  | 161  | 160  | 157  | 156  | 155  |
|               | 1968 | 1982 | 1990 | 2006 | 2013 | 2015 | 2017 | 2019 | 2020 | 2022 |